# Kastellórizo
Kastellórizo (Kastellorizo) (Græsk: Μεγίστη/Megisti) er en meget lille græsk ø i Dodekaneserne.
Øen er en klippeø er på 9 km² med 300 indbyggere.
Øen ligger 120 km øst for Rhodos og 4,5 km fra Tyrkiet.
Øens eneste by er Megisti som også er navnet på øen i græsk udtale.
36°08′42″N 29°35′06″Ø / 36.145°N 29.585°Ø